# Heterodoncia

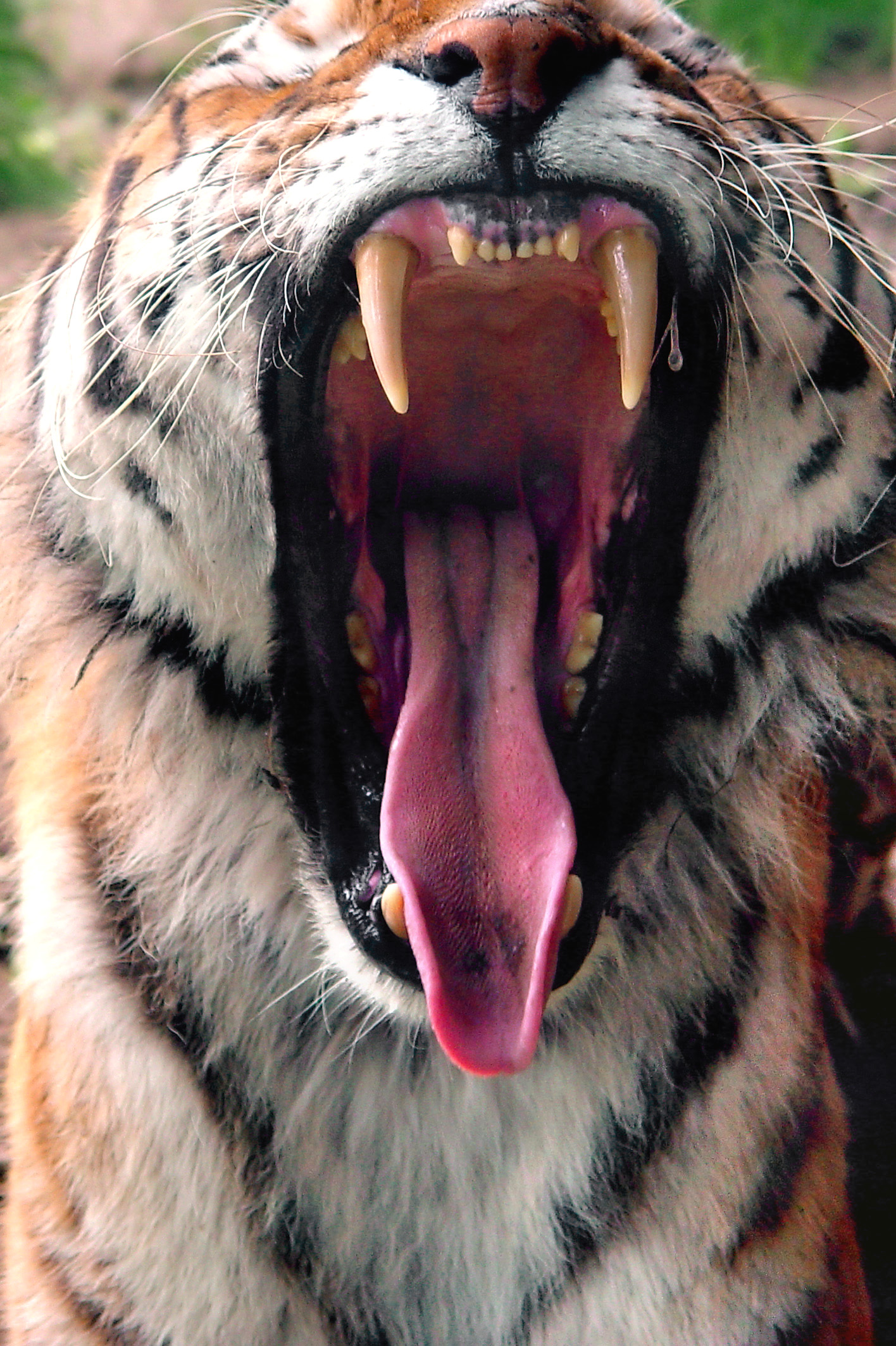
La dentadura del tigre es un ejemplo de heterodoncia.

El término anatómico heterodoncia hace referencia a los animales que poseen más de una morfología dental.
Por ejemplo, los mamíferos poseen generalmente incisivos, caninos, premolares y molares. La presencia de dentición heterodonta revela un cierto grado de especialización de la especie en los hábitos de alimentación o caza. La dentición homodonta, todos los dientes iguales, es el estado plesiomórfico para los vertebrados, y es común en los elasmobranquios, los anfibios, y la mayoría de reptiles. Entre los Sauropsida encontramos casos ocasionales de heterodoncia, en algunas formas de pterosaurios, lagartos y dinosaurios, por ejemplo.